# Мереворт-Касл
Мереворт-касл (англ. Mereworth Castle) — ранний пример палладианской архитектуры в Англии, построенный в графстве Кент в подражание вилле Ротонда в 1720-е годы по проекту Колина Кэмпбелла, одного из зачинателей георгианской архитектуры. Заказчиком выступал 7-й граф Уэстморленд, потомки которого проживали в особняке до XIX века. В годы Второй мировой войны служил лагерем для военнопленных. В 1976 году Мереворт-касл приобрёл за 1,2 млн долларов арабский шейх, представлявший в Британии интересы ОАЭ. Дворец остаётся его собственностью и для публичного обозрения закрыт.